# NGC 3900
NGC 3900 (również PGC 36914 lub UGC 6786) – galaktyka spiralna (S0-a), znajdująca się w gwiazdozbiorze Lwa. Odkrył ją William Herschel 6 kwietnia 1785 roku.